# Giambattista Lazagna
Giovambattista Lazagna detto Giambattista, GB o Gibì, nome di battaglia Carlo (Genova, 15 dicembre 1923 – Novi Ligure, 22 gennaio 2003) è stato un partigiano, avvocato, politico e attivista italiano, Medaglia d'argento al Valor Militare per la sua partecipazione alla Resistenza italiana nelle file delle Brigate Garibaldi del Partito Comunista Italiano.
Amico di Giangiacomo Feltrinelli, negli anni di piombo fu coinvolto nel processo sulle attività e la morte dell'editore e, per reati minori, in un processo alle Brigate Rosse, ma fu scagionato, prosciolto e assolto dalle imputazioni. Fece parte, con Dario Fo, Franca Rame ed altri, del gruppo di Soccorso Rosso Militante.

## Biografia

### Formazione e militanza nella Legione straniera
Nato nel 1923, si iscrisse al partito comunista clandestino a soli 19 anni nel 1942. Compiuti i primi studi in un Liceo della Curia di Nizza nel 1938, si arruolò nella Legione straniera francese. Ritornato a Genova nel 1942 si iscrisse alla Facoltà di Ingegneria.

### La Resistenza
Nell'aprile 1944 si unì alla lotta partigiana nei casoni di Cichero nei pressi di Chiavari. Operò tra Pannesi e il monte Fasce, organizzando le SAP di Pannesi e di Uscio; nell'azione di Cavassolo, Lazagna e i suoi uomini disarmarono circa settanta uomini della Xª Flottiglia MAS. Durante uno scontro con i tedeschi a Terrarossa di Gattorna, Carlo rimase gravemente ferito il 16 luglio 1944. Meno di due mesi dopo, si spostò con il suo distaccamento in val Borbera, dove affrontò i nazifascisti nella battaglia di Pertuso (agosto 1944).
Nel frattempo era divenuto uno stimato commissario politico nelle Brigate Garibaldi e vicecomandante della Divisione Cichero, prendendo parte a tutte le battaglie sostenute contro i nemici, in val Borbera e in val Trebbia. Il 25 aprile 1945 ricevette la resa del presidio tedesco di Tortona, controfirmandola. Venne poi insignito della Medaglia d'argento al Valor Militare.

### Attività politica nel PCI
Alla fine della seconda guerra mondiale intraprese la carriera di avvocato specializzato in diritto del lavoro e della previdenza sociale, difendendo anche molti partigiani accusati aver compiuto vendette ai danni di ex fascisti. Nel 1956 si schierò contro l'intervento sovietico in Ungheria. Nel 1958 cooperò e collaborò alla fondazione alla "Federazione Italiana Lavoratori del Mare"; inoltre riformò il Codice della Navigazione per la tutela del lavoro marittimo. In occasione delle proteste a Genova contro il governo Tambroni (1960) e il Congresso del Movimento Sociale Italiano che si svolgeva nella città ligure, costituì un comitato di avvocati per difendere i manifestanti arrestati per gli scontri con la polizia.
Dal 1960 al 1964 fu consigliere provinciale di Genova per due cicli amministrativi. Dal 1965 al 1970 fu consigliere comunale a Novi Ligure per il PCI. Dal 1967 al 1972 fu presidente dell'ANPI di Novi Ligure.

### Gli anni di piombo

#### Il primo arresto e l'attivismo con Soccorso Rosso
Lazagna, sostenitore della tesi della "resistenza tradita" (come molti militanti di estrema sinistra) si avvicinò alla sinistra extraparlamentare e strinse dal 1967 un'amicizia profonda con l'editore Giangiacomo Feltrinelli, fondatore dei Gruppi d'Azione Partigiana. Nel 1972, su ordine del magistrato Mario Sossi (poi sequestrato dalle Brigate Rosse) fu arrestato e tradotto al Carcere di San Vittore, in quanto considerato coinvolto nel caso della morte di Feltrinelli (deceduto mentre preparava un attentato dimostrativo contro un traliccio a Segrate), avvenuta il 14 marzo precedente; venne rilasciato dopo cinque mesi di detenzione.
Nel 1974, in seguito all'omicidio del giovane militante del FUAN Carlo Falvella, partecipò alla campagna innocentista di Soccorso Rosso Militante e alla stesura del pamphlet intitolato "Il caso Marini" nel quale si cercava di illustrare una posizione di difesa nei confronti dell'anarchico Giovanni Marini.. Nel 1974 Marini fu condannato a dodici anni per omicidio preterintenzionale, con pena poi ridotta.
Secondo il capitano Antonio Labruna il SID, in particolare il colonnello Mannucci Benincasa e il capitano D'Ovidio, su richiesta del generale Gianadelio Maletti, intendevano far bruciare nel 1973, nella zona di Bobbio vicino a dove risiedeva, l'autovettura Fiat 500 dell'avvocato Lazagna, ponendo poi all'interno dell'autovettura documenti compromettenti che avrebbero dovuto essere ritrovati dalle forze dell'ordine. Un episodio analogo venne reso noto in un articolo comparso il 20 giugno 1976 sul settimanale il Tempo, che aveva riportato le affermazioni di un anonimo ufficiale del SID secondo cui, all'epoca del sequestro di Mario Sossi, e cioè nell'aprile-maggio del 1974, il direttore del Servizio e membro della loggia P2, generale Vito Miceli, aveva sostenuto la necessità di rapire Lazagna per costringerlo a rivelare l'ubicazione del covo ove era tenuto prigioniero il giudice Sossi, ubicazione secondo il SID nota a Lazagna, il quale invece non ne era al corrente. Queste azioni non furono realizzate. Miceli progettò anche una liberazione armata di Sossi, in cui sarebbero dovuti morire i brigatisti, Lazagna (inscenando un conflitto a fuoco) e Sossi stesso, ma anche questo progetto non fu realizzato perché le BR liberarono nel frattempo il giudice.

#### Il secondo arresto e l'assoluzione
Nell'ottobre dello stesso anno Lazagna fu nuovamente arrestato e tradotto nel carcere di Fossano nell'ambito dell'inchiesta sulle Brigate Rosse: l'allora giudice istruttore Giancarlo Caselli lo accusò di essere il capo dell'organizzazione sovversiva, accusa poi caduta nel corso della verifica dibattimentale, per aver fatto da tramite per organizzare un incontro tra Silvano Girotto detto Frate Mitra, guerrigliero e infiltrato di Carlo Alberto dalla Chiesa nel gruppo terroristico, e i leader brigatisti Renato Curcio e Alberto Franceschini a Pinerolo (dove i due capi delle BR saranno arrestati). Per la sua liberazione Soccorso Rosso di Franca Rame e Dario Fo (che già lo aveva difeso nel 1972 e di cui lui stesso faceva parte), insieme alla sinistra extraparlamentare organizzarono un comitato di sostegno. Si accertò che Girotto aveva contattato come informatore un giovane medico di Borgomanero (si trattava di Enrico Levati, un fiancheggiatore), e che questo si era rivolto a Lazagna presentando il frate come un guerrigliero che voleva conoscere Curcio. Lazagna rispose «se proprio insiste, mettilo in contatto». L'ex partigiano non negò questa cosa, ma non partecipò a questi incontri segreti con Curcio né conosceva i dettagli delle attività brigatiste, pur conoscendo Curcio di persona. Tuttavia, nel clima degli anni di piombo, questo gli costò l'accusa di partecipazione a banda armata, promozione di associazione sovversiva e detenzione illegale di armi (la vecchia accusa di Sossi era difatti di aver rubato armi ed esplosivi) e una nuova carcerazione. Lazagna era sempre presente agli incontri di Magistratura Democratica, e molti giudici e avvocati firmarono una petizione contro Caselli e il collega Caccia. Benché il procuratore Caselli nel suo libro Nient'altro che la verità difenda le sue scelte affermando che Lazagna venne condannato, l'avvocato antifascista uscì in realtà prosciolto dalla vicenda.
Rinviato a giudizio per banda armata e detenzione di armi, Lazagna fu poi processato a Torino (fu difeso da Gaetano Pecorella), a piede libero dal 1975, assieme agli incarcerati Renato Curcio, Alberto Franceschini e ad altri membri del gruppo dirigente storico delle BR e dei GAP di Feltrinelli, venendo condannato in primo grado nel 1979 a 4 anni e 6 mesi (anziché 8 come chiesto dal procuratore) per il possesso di armi e il reato di assistenza a partecipanti di banda armata (il processo durò 4 anni poiché Curcio, Franceschini e Gallinari revocarono i mandati agli avvocati e le BR misero in atto numerose ritorsioni, non riconoscendo il tribunale come legittimo), scontando due anni di soggiorno obbligato prima a Urbino e poi nella sua casa di Rocchetta, dove per vivere, non potendo esercitare la professione legale nel paese né recarsi all'università di Urbino, divenne brevemente boscaiolo e agricoltore con l'aiuto della moglie e dovendo anche assistere un figlio gravemente malato. Anche il Ministro dell'interno Virginio Rognoni lo definì come l'ideologo delle BR e affermò che la condanna fosse "scandalosamente bassa".
Nel 1981, in appello (sentenza poi confermata in Cassazione) fu però assolto con formula piena dalla prima accusa (possesso illegale di armi), mentre il secondo eventuale reato (assistenza a banda armata) fu dichiarato estinto poiché coperto dall'amnistia emanata nel 1977, senza pronunciamenti nel merito. La corte pronunciò sentenza di proscioglimento per non luogo a procedere, causa estinzione del reato eventuale per intervenuta amnistia.

### Gli ultimi anni
Assolto, dopo il carcere e il confino riprese il posto di docente di diritto all'Università di Urbino. Dal 1984 al 1992 fu presidente dell'ANPI della val Borbera e dopo la pensione si ritirò a Rocchetta Ligure con la moglie. Morì all'ospedale di Novi Ligure il 22 gennaio 2003. Gli è stata dedicata la sede dell'ANPI di Genova e il Museo della Resistenza e della Vita Sociale in Val Borbera a Rocchetta Ligure. Lazagna è sepolto al cimitero di Rocchetta.

## Opere principali
Lazagna è stato autore di diversi scritti sulla Resistenza italiana. Si segnalano qui:
- Ponte rotto, Ed. Colibrì, 1972; libro di memorie partigiane
- Carcere, repressione, lotta di classe: col testo annotato della proposta di nuova legge penitenziaria approvata dal Senato il 18 dicembre 1973, Feltrinelli, 1974; basato sulla sua esperienza di militante antifascista incarcerato.
- Il caso del partigiano Pircher. Studio sulla vicenda di Pircher e dei partigiani di lingua tedesca, Ed. La Pietra, 1975, prefazione di Umberto Terracini; sul caso del partigiano Giovanni Pircher, condannato a 25 anni per fatti di guerra, tra cui l'uccisione di due militari nazisti
- Rocchetta, Val Borbera e Val Curone nella Guerra, Colibrì, 2000; libro di memorie partigiane
- Intervista a "Minetto", Comandante della Brigata Arzani. Cronache dalla Resistenza, 2002; libro-intervista a Erasmo Marré